# Voor nu
Voor nu is een lied van de Nederlandse zangeres Tabitha. Het werd in 2021 als single uitgebracht.

## Achtergrond
Voor nu is geschreven door Léon Paul Palmen en Tabitha Foen-a-Foe en geproduceerd door Palm Trees. Het is een nummer uit het genre nederpop. De zangeres scheef het lied toen zij voor de eerste keer zwanger was en het nummer is een ode aan haar toen nog ongeboren dochter. De zangeres merkte dat de tijd tijdens haar zwangerschap heel snel ging en wilde het gevoel van zwanger zijn vastleggen in een lied. Daarnaast besefte ze ook dat de tijd ook later snel zou kunnen gaan en over de dingen die haar dochter later als ze wat ouder is kan gaan doen, zoals haar eerste vriendje krijgen. Dit alles legde de zangeres vast in het lied, in de vorm van een slaapliedje. De reden waarom het in deze vorm is geschreven, is omdat de oma en moeder van de zangeres veel slaapliedjes zongen toen zij klein was. De zangeres kreeg hier altijd een fijn gevoel van en wilde dit ook voor haar dochter. De zangeres noemde het lied haar "meest bijzondere en persoonlijkste liedje wat ze ooit heeft geschreven."
In de bijbehorende videoclip zijn verschillende verwachtende koppels te zien, waaronder de zangeres zelf en Nienke Plas.

## Hitnoteringen
De zangeres had weinig commercieel succes met het lied. Er was geen notering in de Single Top 100 en ook de Top 40 werd niet bereikt, al was er wel de 21e plaats in de Tipparade.